# 爱德华·巴德尔
爱德华·巴德尔（法語：Édouard Bader，1899年7月26日—1983年4月21日），法国男子橄榄球运动员。他曾代表法国参加1920年夏季奥林匹克运动会橄榄球比赛，获得一枚银牌。